# Kup Zagrebačkog nogometnog saveza 2004./05.
Kup Zagrebačkog nogometnog saveza za sezonu 2004./05. je igran od rujna 2004. do svibnja 2005. godine 
 U kupu nastupaju klubovi s područja Grada Zagreba, a pobjednik i finalist natjecanja natjecanja su stekli pravo nastupa u pretkolu Hrvatskog kupa u sezoni 2005./06. 

Kup je osvojilo ZET iz Zagreba, pobijedivši u završnici HAŠK, također iz Zagreba.

## Sudionici
U natjecanju su sudjelovala 44 kluba, prikazani prema pripadnosti ligama u sezoni 2004./05.
| 2. HNL – Jug (II.) - Croatia Sesvete 3. HNL – Središte (III.) - Lokomotiva Zagreb - Lučko - Rudeš Zagreb - Trnje Zagreb - Vrapče Zagreb - ZET Zagreb | 1. Zagrebačka liga (IV.) - Concordia Zagreb - Dinamo Odranski Obrež - Hrašće (Hrašće Turopoljsko) - Ivanja Reka - Jarun Zagreb - Kustošija Zagreb - Maksimir Zagreb - Mala Mlaka - Mladost Buzin - Odra - Ponikve Zagreb - Sava Zagreb - Sloga Zagreb - Špansko Zagreb - Tekstilac-Ravnice Zagreb - Trešnjevka Zagreb | 2. Zagrebačka liga (V.) - Botinec Zagreb - Brezovica - Čehi (Gornji Čehi) - Dubrava Zagreb - HAŠK Zagreb - Kašina - Mladost Donji Dragonožec - Prečko Zagreb - Prigorje Markuševec (Zagreb) - Prigorje Žerjavinec - RIZ Odašiljači Zagreb - Sesvetski Kraljevec (Sesvete) - Studentski grad Zagreb - Šparta Elektra Zagreb | 3. Zagrebačka liga (VI.) - Blato Zagreb - Hrvatski Leskovac - Nur Zagreb - Omladinac Odranski Strmec - Podsused Zagreb - Polet Sveta Klara (Zagreb) - Sava Jakuševec (Zagreb) |

## Rezultati

### 1. kolo
Igrano 8. rujna 2004. 
| klub1                     | klub2                         | rez.            |                                                |
| ------------------------- | ----------------------------- | --------------- | ---------------------------------------------- |
| Sava Jakuševec (Zagreb)   | Nur Zagreb                    | 0:3 p.f.        | Nur prošao bez borbe                           |
| Šparta Elektra Zagreb     | Brezovica                     | 3:2             |                                                |
| Botinec Zagreb            | Polet Sveta Klara (Zagreb)    | 1:3             |                                                |
| Omladinac Odranski Strmec | Sesvetski Kraljevec (Sesvete) | 0:1             |                                                |
| Kašina                    | Prečko Zagreb                 | 1:1 (4:5 11 m)  | Prečko prošlo boljim izvođenjem jedanaesteraca |
| Dubrava Zagreb            | Čehi (Gornji Čehi)            | 7:0             |                                                |
| Blato Zagreb              | RIZ Odašiljači Zagreb         | 10:4            |                                                |
| Mladost Donji Dragonožec  | Prigorje Markuševec (Zagreb)  | 0:3 p.f.        | Prigorje prošlo bez borbe                      |
| Prigorje Žerjavinec       | Studentski grad Zagreb        | 4:3             |                                                |
| HAŠK Zagreb               | Hrvatski Leskovac             | 10:1            |                                                |
| Podsused Zagreb           | Podsused Zagreb               | Podsused Zagreb | slobodni                                       |

### 2. kolo
Igrano 22. rujna 2004. 
| klub1                         | klub2                        | rez.           |                                                |
| ----------------------------- | ---------------------------- | -------------- | ---------------------------------------------- |
| Prigorje Žerjavinec           | Kustošija Zagreb             | 0:3            |                                                |
| Hrašće (Hrašće Turopoljsko)   | Šparta Elektra Zagreb        | 1:1 (4:2 11 m) | Hrašće prošlo boljim izvođenjem jedanaesteraca |
| Trešnjevka Zagreb             | Mladost Buzin                | 4:1            |                                                |
| Dubrava Zagreb                | Nur Zagreb                   | 4:1            |                                                |
| Concordia Zagreb              | Špansko Zagreb               | 4:2            |                                                |
| Polet Sveta Klara (Zagreb)    | Prigorje Markuševec (Zagreb) | 3:2            |                                                |
| Ivanja Reka                   | Odra                         | 6:1            |                                                |
| Maksimir Zagreb               | Jarun Zagreb                 | 4:2            |                                                |
| Sloga Zagreb                  | Sava Zagreb                  | 1:1 (3:4 11 m) | Sava prošla boljim izvođenjem jedanaesteraca   |
| Mala Mlaka                    | Podsused Zagreb              | 9:1            |                                                |
| HAŠK Zagreb                   | Dinamo Odranski Obrež        | 5:3            |                                                |
| Prečko Zagreb                 | Blato Zagreb                 | 2:5            |                                                |
| Sesvetski Kraljevec (Sesvete) | Tekstilac-Ravnice Zagreb     | 2:1            |                                                |
| Ponikve Zagreb                | Ponikve Zagreb               | Ponikve Zagreb | slobodni                                       |

### 3. kolo
Igrano 29. rujna 2004. 
| klub1                         | klub2                      | rez.           |                                                  |
| ----------------------------- | -------------------------- | -------------- | ------------------------------------------------ |
| Kustošija Zagreb              | Polet Sveta Klara (Zagreb) | 4:0            |                                                  |
| Ponikve Zagreb                | Trešnjevka Zagreb          | 2:1            |                                                  |
| Sava Zagreb                   | Mala Mlaka                 | 5:1            |                                                  |
| Sesvetski Kraljevec (Sesvete) | Blato Zagreb               | 1:4            |                                                  |
| Hrašće (Hrašće Turopoljsko)   | Ivanja Reka                | 0:2            |                                                  |
| Maksimir Zagreb               | Dubrava Zagreb             | 1:1 (4:1 11 m) | Maksimir prošao boljim izvođenjem jedanaesteraca |
| Concordia Zagreb              | HAŠK Zagreb                | 1:3            |                                                  |

### 4. kolo
Igrano 20. listopada 2004. 
| klub1                        | klub2                        | rez.                         |                                               |
| ---------------------------- | ---------------------------- | ---------------------------- | --------------------------------------------- |
| Kustošija Zagreb             | Ivanja reka                  | 4:0                          |                                               |
| Lučko                        | Rudeš Zagreb                 | 1:1 (4:3 11 m)               | Lučko prošlo boljim izvođenjem jedanaesteraca |
| Vrapče Zagreb                | Ponikve Zagreb               | 4:0                          |                                               |
| Trnje Zagreb                 | Lokomotiva Zagreb            | 5:1                          |                                               |
| Blato Zagreb                 | Sava Zagreb                  | 1:2                          |                                               |
| ZET Zagreb                   | Croatia Sesvete              | 1:1 (6:5 11 m)               | ZET prošao boljim izvođenjem jedanaesteraca   |
| HAŠK Zagreb, Maksimir Zagreb | HAŠK Zagreb, Maksimir Zagreb | HAŠK Zagreb, Maksimir Zagreb | slobodni                                      |

### Četvrtzavršnica
Igrano 20. travnja 2005.
| klub1        | klub2            | rez.           |                                               |
| ------------ | ---------------- | -------------- | --------------------------------------------- |
| Trnje Zagreb | Kustošija Zagreb | 1:1 (4:3 11 m) | Trnje prošlo boljim izvođenjem jedanaesteraca |
| Sava Zagreb  | Maksimir Zagreb  | 2:1            |                                               |
| Lučko        | ZET Zagreb       | 0:4            |                                               |
| HAŠK Zagreb  | Vrapče Zagreb    | 2:1            |                                               |

### Poluzavršnica
Igrano 11. svibnja 2005.
| klub1        | klub2       | rez. |  |
| ------------ | ----------- | ---- |  |
| Sava Zagreb  | ZET Zagreb  | 1:2  |  |
| Trnje Zagreb | HAŠK Zagreb | 0:5  |  |

### Završnica
Igrano 25. svibnja 2005.
| klub1      | klub2       | rez. |                        |
| ---------- | ----------- | ---- | ---------------------- |
| ZET Zagreb | HAŠK Zagreb | 2:0  | ZET osvajač Kupa ZNS-a |

## Poveznice
- Zagrebački nogometni savez
- Kup Zagrebačkog nogometnog saveza